# Intolerancija na glukozu
Predi
Intolerancija na glukozu podrazumeva sve metaboličke uslove koji dovode do povišenog nivoa glukoze u krvi, odnosno do hiperglikemije, koja vremenom može preći u šećernu bolest.

## Etiopatogeneza
Stanje intolerancije na glukozu jeste zapravo takozvani predijabetes, odnosno stanje koje može dovesti do pojave šećerne bolesti ili dijabetesa ukoliko se ne leči na vreme.
Kasno prepoznavanje simptoma intolerancije na glukozu je glavni razlog što se šećerna bolest dijagnostikuje tek mnogo meseci, čak i nekoliko godina, kasnije, i što kod mnogih osoba simptomi nastaju tek kada dođe do raznih hroničnih komplikacija.

## Klinička slika
Kliničkom slikom intolerancija na glukozu dominiraju oni isti simptomi gotovo isti kao i kod dijabetesa tipa 2, ali se uglavnom pojavljuju iznenada i malo su intenzivniji;
- osećaj žeđi ali i gladi,
- suva usta,
- zamagljen vid
- izražen umor i iscrpljenost,
- učestale infekcije,
- nagli gubitak telesne težine,
- česte potrebe za mokrenjem,
- gubitka mišićne mase,
- sveopšte ošamućenosti.

## Dijagnoza
Kada se kod pacijenta merenjem ustanovi snižen ili povišen nivo šećera u krvi to jasno pokazuje da nešto nije u redu sa metabolizmom ugljenih hidrata. U tom slučaju potrebno je uraditi test intolerancije na glukozu.
Ovim testom određuju se vrednost šećera u krvi 120 minuta nakon uzimanja obroka i ako je ona 11,1 mmol/L ili više (u dva odvojena ispitivanja), kod ispitanika se radi se o šećernoj bolesti. Njime se utvrđuje da li pacijent boluje od šećerne bolesti, trudničkog ili gestacijskog dijabetesa, niskog šećera u krvi ili smanjene tolerancije na glukozu.
Dijagnostički kriterijumi SZO za stanja hiperglikemije i šećernu bolest
| Stanja hiperglikemije                                               | Glikemija natašte | Plazma glukoza u 120 min OGTT-а, | HbA1c %   |
| ------------------------------------------------------------------- | ----------------- | -------------------------------- | --------- |
| Intolerancija na glukozu (IGT; impaired glucose tolerance)          | < 7,0 mmol/L      | ≥7.8 i < 11,1 mmol/L             | 6,0 — 6,4 |
| Oštećena glikemija natašte u plazmi (IFG; impaired fasting glucose) | 6,1 do 6,9 mmol/L | < 7,8 mmol/L                     | 6,0 — 6,4 |
| Šećerna bolest                                                      | ≥ 7,0 mmol/L      | ≥ 11,1 mmol/L                    | ≥ 6,5     |

Priprema
Pre izvođenja testa potrebno je da ispitanik najmanje 10 časova pre toga gladujete i da nekoliko dana pre toga izbegava naporne fizičke aktivnosti. 
Način izvođenja IGT i rezultati
Test intolerancije na glukozu (IGT) se izvodi ujutru sa 75 g glukoze. Najpre se izmeri jutarnja vrednost šećera u krvi, a nakon što ispitanik popije 75 glukoze sa 2 dl vode, miruje 2 časa u ordinaciji. Nakon 2 časa, ponovo se meri šećer i na osnovu nivoa glukoze u krvi može da se utvrdi dijagnoza, pa tako: 
- ukoliko je vrednost glukoze u krvi manja od 7,8 mmol/l, onda je u pitanju normalna tolerancija na glukozu.
- ako je vrednost glukoze u krvi veća od 7,8 mmol/L, onda je pacijent intolerantan na glukozu,
- ako je vrednost glukoze veća od 11,1 mmol/L, pacijent bolujete od šećerne bolesti.

Ukoliko je utvrđeno da pacijent nije tolerantan na glukozu potrebno je da ponovite test nakon pola godine. 
Takozvani trudnički ili gestacijski dijabetes podrazumeva intoleranciju na glukozu ili pojavu šećerne bolesti prvi put u toku trudnoće.

## Terapija
Ukoliko se utvrdi da je pacijent intolerantan na glukozu, u tom slučaju je potrebno što pre promeniti stil života, koji treba da uključuje:
Svakodnevne šetnje i fizičku aktivnost
Naročito se preporučuju šetnje posle obroka, kako bi šećer lakše došao do mišićnih ćelija i u njima se što više potrošio.   
Promenu načina ishrane
Promena ishrane treba da sadrži više hrane koja je bogata dijetetskim vlaknima, i hrane koja je sa malo kalorija i 
masnoća. To su, pre svega, povrće, voće, mlečni proizvodi, nemasne vrste mesa, riba i žitarice od celog zrna. Treba izbegavati hleb, testenine, slatkiše, ali i poroke poput alkohola i pušenja. Moraju se izbegavati ugljeni hidrati jer oni dovode do najvećeg porasta nivoa glukoze u krvi.
Za pravilnu ishranu dobro je da pacijent zna glikemijski indeks određenih namirnica, kako bi lakše mogao da ih
kombinujete i da sam napravi svoj jelovnik. 
Preporučuje se i da se više puta u toku dana konzumiraju manji obroci, kao i da pauza između obroka bude najmanje 3 — 4 časa.  
Kontrola glukoze u krvi i primena lekova
Uz uravnoteženu ishranu i redovnu fizičku aktivnost, sastavni deo terapije je i redovna kontrola glukoze u krvi, a lekovi za snižavanje šećera u krvi se mogu uzimati samo po preporuci i pod nadzorom lekara.

## Napomene
1. ↑  Ako plazma glukoza u 120 min nije određena, stanje može ukazivati i na dijabetes i na IGT

## Literatura
- American Diabetes Association (2016). „Standards of Medical Care in Diabetes-2016: Summary of Revisions”. Diabetes Care. 39 Suppl 1: S4—5. PMID 26696680. doi:10.2337/dc16-S003.
- London MB, Catalano PM, Gabbe SG. Diabetes mellitus complicating pregnancy. In: Gabbe SG, Niebyl JR, Simpson JL, et al, eds. Obstetrics: Normal and Problem Pregnancies. 7th ed. Philadelphia, PA: Elsevier Saunders; 2017:chap 40.

## Spoljašnje veze
|  | Molimo Vas, obratite pažnju na važno upozorenje u vezi sa temama iz oblasti medicine (zdravlja). |